# Republikanische Partei Georgiens
Die Republikanische Partei Georgiens (georgisch საქართველოს რესპუბლიკური პარტია) ist eine Partei in Georgien. Sie ist eine liberale Mitte-rechts-Partei, die demokratische Reformen im politischen System des Landes auf der Grundlage von Dezentralisation und Föderalismus anstrebt. Vorsitzende der Partei ist seit 2013 Chatuna Samnidse.
Die Partei ist assoziiertes Mitglied der Allianz der Liberalen und Demokraten für Europa und Vollmitglied der Liberalen Internationale.

## Geschichte

### Erste nicht-kommunistische Partei
Die Republikanische Partei wurde am 21. Mai 1978 als erste nicht-kommunistische Partei in der Sowjetunion gegründet. Bis zum Ende der UdSSR arbeitete sie illegal im Untergrund, gab das Samisdat Samreklo heraus. 1983 wurden der Vorsitzende Wachtang Dsabiradse und drei weitere Vorstandsmitglieder vom KGB verhaftet und wegen "anti-sowjetischer Propaganda" zu mehrjährigen Haftstrafen verurteilt.

### Opposition zu Gamsachurdia und Schewardnadse
In den ersten freien Wahlen in Georgien 1990 errang die Partei drei Parlamentssitze, bildete mit der Volksfront die erste Oppositionsfraktion im georgischen Parlament. Nach dem Putsch gegen Georgiens ersten Präsident Swiad Gamsachurdia, hielt die Partei von März bis Oktober 1992 einen Sitz in der provisorischen Regierung, dem Staatsrat. Zu Gamsachurdias Nachfolger, Eduard Schewardnadse, stand die Partei erneut in Opposition. Bei den Wahlen im Oktober 1999 verfehlte die Republikanische Partei mit 4,46 % der Wählerstimmen die Sieben-Prozenthürde.

### Bündnis mit Saakaschwili
Im April 2002 schloss sich die Partei mit dem späteren Präsidenten Micheil Saakaschwili und seiner Partei Vereinte Nationale Bewegung (ENM) zur Nationalen Bewegung – Demokratische Front (EMDP) zusammen. Erfolgreich gewann die Partei die Tifliser Stadtratswahl im Juni 2002. Im November 2003 war sie eine Trägerin der Rosenrevolution in Georgien. Im Februar 2004 gründete sie mit der EMDP die Nationale Bewegung – Demokraten (NMD), siegte mit ihr bei den Parlamentswahlen am 28. März 2004. Im georgischen Parlament ist sie seither mit fünf Abgeordneten vertreten, in der georgischen Regierung stellte sie von Februar 2004 bis Juli 2006 den Staatsminister für Konfliktlösungen, Giorgi Chaindrawa.

### Opposition zu Saakaschwili
Nach dem Machtwechsel in Adscharien kam es mit Saakaschwili zu Konflikten über die Ausbildung von Demokratie und Föderalismus in Georgien. Die Republikanische Partei trat zu den Regionalwahlen in Adscharien am 20. Juni 2004 mit einer eigenen Wahlliste an, errang drei Parlamentssitze. Unmittelbar darauf bezichtigte sie die NMD des Wahlbetrugs und schied aus der gemeinsamen Partei aus. Die der Partei angehörenden Abgeordneten im georgischen Parlament schlossen sich der Oppositionsfraktion Demokratische Front an.
Im November 2007 schloss sich die Partei mit der Konservativen Partei, der Partei Georgiens Weg, der Freiheitsbewegung (Tavisupleba), Unser eigener Weg, der Volkspartei, der Bewegung für ein vereintes Georgien, der Partei Georgische Truppe und der Partei Nationales Forum zum Wahlbündnis Vereinter Nationalrat zusammen, das am 12. November Lewan Gatschetschiladse als Präsidentschaftskandidaten nominierte. Zu den georgischen Parlamentswahlen im Mai 2008 trat sie mit einer eigenen Liste an, mit 3,8 % scheiterte sie jedoch an der 5 %-Hürde. Sie zog allerdings über zwei Direktmandate ins Parlament ein.
Im August 2008 haben die Republikaner Saakaschwili für die Kriegssetzungen mit Russland in Südossetien verantwortlich gemacht und forderten seitdem seinen Rücktritt.
Im Dezember 2008 hat sie eine politische Allianz mit der Neokonservativen Partei (New Rights Party) gegründet. Das Ziel dieser Allianz war die Erzwingung des Staatspräsidenten Saakaschwili zum Rücktritt mit verfassungskonformen Mitteln (Volksabstimmung) und Ansetzung der Neuwahlen.

## Wahlergebnisse
Parlamentswahlen
| Jahr | Stimmen   | Prozent % | Sitze  | Wahlbündnis                                                       |
| ---- | --------- | --------- | ------ | ----------------------------------------------------------------- |
| 1990 | 40.769    | 1,76      | 3/250  | Demokratisches Georgien                                           |
| 1992 | 277.496   | 12,06     | 7/235  | Block des 11. Oktober                                             |
| 1995 | 35.051    | 1,75      | 1/235  | –                                                                 |
| 1999 | 95.039    | 4,74      | 0/235  | Nationale Demokratische Allianz                                   |
| 2004 | 992.275   | 67,75     | 5/150  | Nationale Bewegung – Demokraten mit ENM                           |
| 2008 | 67.037    | 3,78      | 2/150  | –                                                                 |
| 2012 | 1.181.862 | 54,97     | 10/150 | Georgischer Traum                                                 |
| 2016 | 27.264    | 1,55      | 0/150  | –                                                                 |
| 2020 | 523.127   | 27,18     | 2/150  | Stärke in Einheit mit ENM                                         |
| 2020 | 229.161   | 11,03     | 1/150  | Koalition für den Wandel mit Achali, Girchi – Mehr Freiheit, Droa |

## Programm

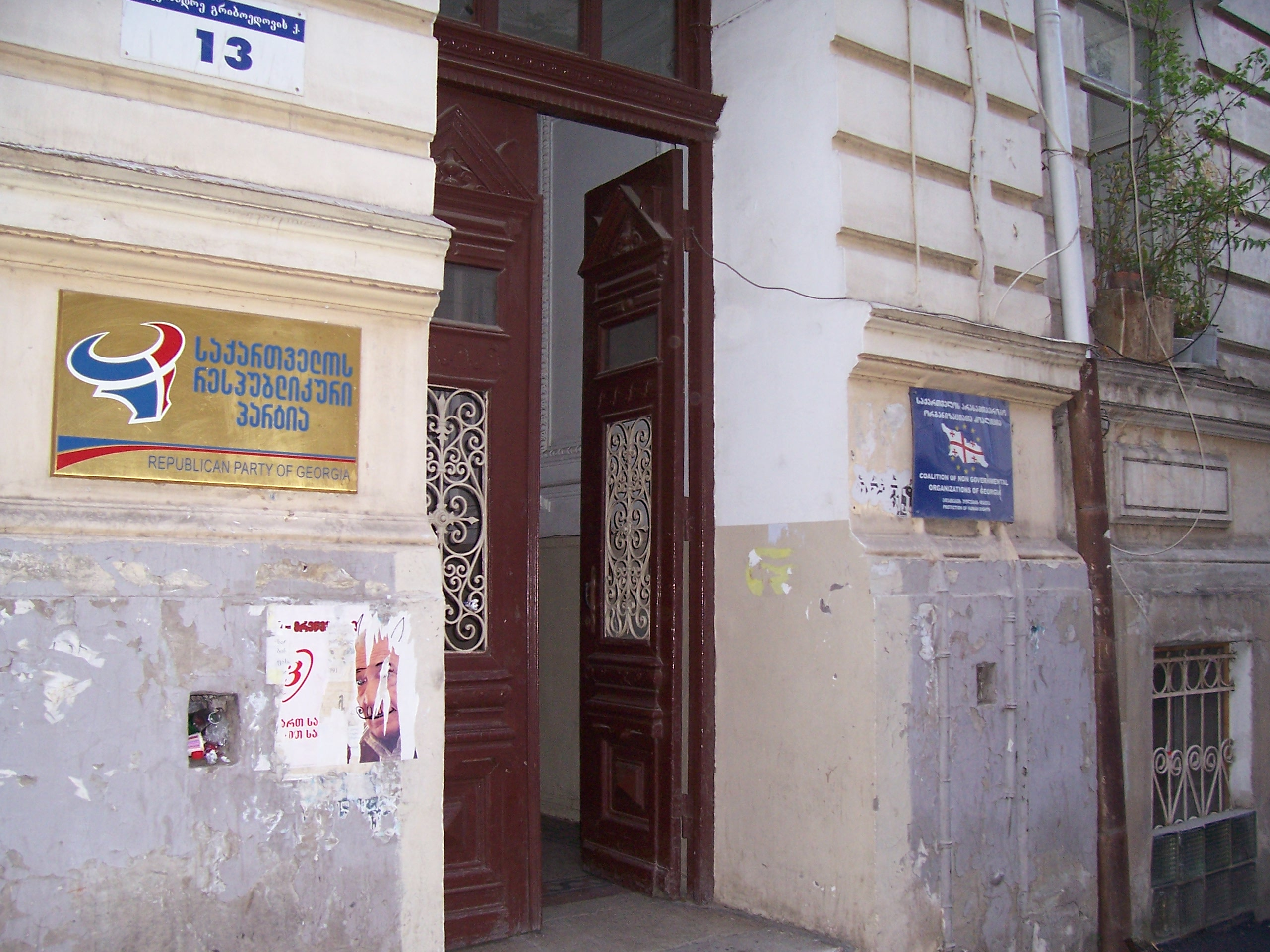
Die Zentrale der Republikanischen Partei im Zentrum von Tiflis.

Die Republikanische Partei ist eher als eine (liberal-konservative) Mitte-rechts-Partei einzustufen, wendet sich jedoch scharf gegen „ultra-nationalistische“ Positionen in der georgischen Politik und setzt sich für die Stärkung der Menschenrechte ein.
Die Republikanische Partei plädiert für eine systematische Durchsetzung repräsentativer Demokratie und orientiert sich am westeuropäischen Muster der parlamentarischen Republik als geeigneter Form für den Staatsaufbau in Georgien, wobei durch die Verfassung die Macht des Staatspräsidenten zu beschneiden und die Unabhängigkeit der Gerichte zu gewährleisten sind.
Zu den Kernstücken der Republikanischen Ideen gehören eine starke Selbstverwaltung und
Dezentralisierung der Staatsgewalt (notwendige Nationalebene, ausreichende Regionalebenen, starke Kommunenebenen). Im Rahmen der asymmetrischen Regionalisierung soll den dortigen Volksgruppen und verschiedenen ethnischen Minderheiten kulturelle Autonomie gewährt werden.
In der Außenpolitik vertreten die Republikaner eine starke Westbindung Georgiens.
Sie befürworten enge Partnerschaft mit den USA und fordern den möglichst schnellen Beitritt
in NATO. Die Republikaner setzen sich für die Nachbarschaftspolitik mit der EU sowie mit der Ukraine und der Türkei im Schwarzmeerraum. Russland gegenüber vertreten sie eine harte Linie des kritischen Dialogs, im Sinne der weiteren Demokratisierung beider Länder und friedlicher Lösung der Regionalkonflikte in Abchasien und Südossetien.
Gegenüber den von Separatisten kontrollierten Regionen Abchasien und "Südossetien" spricht sich die Partei für eine unterschiedliche Herangehensweise aus, da beide Fälle unterschiedlich gelagert seien. Generell solle Georgien aber eine Politik der Öffnung betreiben und seinerseits alle Barrieren für Geschäftsleute, Hilfsorganisationen und zivile Kontakte abbauen.
Die Republikanische Partei plädiert für eine systematische Durchsetzung freier Marktwirtschaft (weniger Bürokratie; niedrige Steuer; Schutz des Privateigentums und Vermögens; marktorientierte Sozialleistungen; privates Bildungswesen).

## Internationale Beziehungen
- Seit November 2006 – Beobachterstatus bei der Liberalen Internationalen[4]
- Seit November 2007 – volle Mitgliedschaft in der ELDR (European Liberal Democrats & Reform Party)[5]